# Publio Suárez Uriarte
Publio Suárez Uriarte (León, 21 de enero de 1878-1940) fue un político y abogado español.

## Biografía
Nacido el 21 de enero de 1878. Colaboró en publicaciones como Vida Leonesa o León.
Nombrado gobernador civil de León tras la instauración de la Segunda República, el 15 de abril de 1931, ocupó el cargo hasta el nombramiento de Matías Peñalba Alonso de Ojeda el 22 de abril. Fue elegido diputado de las Cortes republicanas en las elecciones de 1931 por la circunscripción electoral de León (65 816 votos). Repitió escaño en los comicios de 1933. Falleció en 1940.